# Struy
Struy (Schots-Gaelisch: An t-Srùigh) is een dorp in de Schotse lieutenancy Inverness in het raadsgebied Highland.